# Mikaël Silvestre
Mikaël Samy Silvestre, francoski nogometaš, * 9. avgust 1977, Chambray-lès-Tours, Francija.